# Polystichum eriorachis
Polystichum eriorachis är en träjonväxtart som beskrevs av Cornelis Rugier Willem Karel van Alderwerelt van Rosenburgh. Polystichum eriorachis ingår i släktet Polystichum och familjen Dryopteridaceae. Inga underarter finns listade.